# Novasol
Novasol A/S eller officielt Awaze A/S er et dansk sommerhusudlejningsbureau. De er formidlere af over 10.000 ferieboliger i Danmark og siden 2023 en del af britiske Awaze. Novasol har 27 lokalkontorer i Danmark samt hovedkontor i Virum. Virksomhedens ferieboliger udlejes i Danmark under mærkerne: Novasol, Dansommer og Awaze.
I 2024 havde de ca. 1.350 sæsonansatte, hvilket svarede til 660 fuldtidsansatte. I 2023 solgte kapitalfonden Polaris Private Equity Novasol til amerikanske Cendant, der driver selskabet som et datterselskab til britiske Awaze. 
Oprindeligt blev Novasol etableret i 1968 af Frederik Anker Heegaard.